# Battaglia del Golfo di Biscaglia
La battaglia del Golfo di Biscaglia venne combattuta il 28 dicembre 1943 tra britannici e tedeschi nelle acque del Golfo di Biscaglia, nell'ambito dei più vasti eventi della battaglia dell'Atlantico della seconda guerra mondiale.
Una flottiglia di cacciatorpediniere e torpediniere della Kriegsmarine tedesca, salpata dai porti della Francia occupata per scortare un violatore di blocco in arrivo con un carico dal Giappone, fu attaccata da due incrociatori della Royal Navy britannica, diretti dalle intercettazioni del traffico radio tedesco portate avanti dal sistema Ultra; nel corso di un violento combattimento in mezzo al mare in burrasca, i britannici volsero in fuga la formazione tedesca non prima di aver immobilizzato e colato a picco tre unità nemiche riportando di converso solo danni leggeri.

## Antefatti
Nel tardo dicembre 1943, l'8ª Flottiglia cacciatorpediniere della Kriegsmarine tedesca al comando del Kapitän zur See Hans Erdmenger, rinforzata per l'occasione dalle torpediniere della 4ª Flottiglia del Korvettenkapitän Franz Kohlauf, ricevette l'ordine di dirigere nelle acque del Golfo di Biscaglia per scortare nei porti della Francia occupata due violatori di blocco, i mercantili Osorno e Alsterufer, in arrivo dal Giappone con a bordo carichi di materie prime vitali per la Germania; l'azione aveva il nome in codice di "operazione Bernau". Il mercantile Osorno raggiunse l'estuario del Garonna il 26 dicembre, anche se rimase incagliata per l'urto con un relitto durante delle manovre evasive per sfuggire a un attacco aereo della Royal Air Force e dovette essere scaricato al largo. Nel mentre l'Alsterufer, con le stive piene di tungsteno e caucciù, si trovava ancora in navigazione.
Il capitano Kohlauf salpò da Brest la mattina del 27 dicembre al comando di quattro grosse torpediniere della classe 1939 (T22, T23, T24 e T26) per dirigere incontro all'Alsterufer; nel mentre, Erdmenger lasciò l'estuario del Garonna per ricongiungersi alla formazione di Kohlauf con i cacciatorpediniere Z24, Z27, Z32 e Z37 (moderne unità della classe Zerstörer 1936A) e le torpediniere T25 e T27.
L'Ammiragliato britannico era al corrente dell'arrivo dell'Alsterufer nel Golfo di Biscaglia, messo sull'avviso dalle decifrazioni del codice Enigma portate avanti dal centro di Bletchley Park, e diede ordine alle unità della Royal Navy presenti in zona di dirigere all'intercettamento. L'unità più vicina al luogo segnalato dall'Ammiragliato era l'incrociatore leggero HMS Glasgow, salpato dalle Azzorre il 24 dicembre, il quale fu raggiunto in mare dal pari tipo HMS Enterprise; in supporto, ma ancora a giorni di navigazione di distanza, vi erano l'incrociatore HMS Mauritius salpato da Gibilterra, l'incrociatore HMS Penelope partito da Lisbona e l'incrociatore HMS Gambia in arrivo dall'Atlantico occidentale.
Alle 04:00 del 28 dicembre la 4ª Flottiglia di Kohlauf si trovava a 300 miglia a sud di Cape Clear Island, mentre l'8ª Flottiglia di Erdmenger era ancora più a meridione e prossima a ricongiungersi all'Alsterufer, il quale tuttavia non era ancora in vista. Le navi tedesche non erano al corrente che, il precedente pomeriggio, un bombardiere B-24 Liberator del No. 311 (Czechoslovak) Squadron RAF di pattuglia nel golfo aveva attaccato l'Alsterufer lasciandolo in preda a un incendio; abbandonato dall'equipaggio, il mercantile era poi stato colato a picco dai B-24 del No. 86 Squadron RAF accorsi sul posto. Gli incrociatori Glasgow ed Enterprise, che al momento si trovavano a circa 300 miglia a sud-ovest delle forze tedesche, furono quindi richiamati dalla loro missione di intercettamento e presero a dirigere verso est seguendo il 45º parallelo nord.

## La battaglia

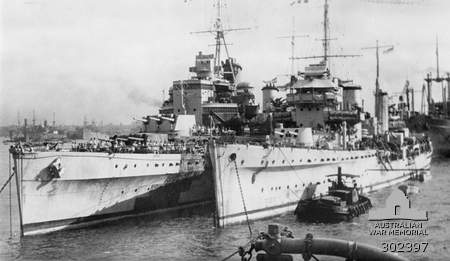
Il Glasgow (a sinistra) e l'Enterprise ancorati fianco a fianco nel febbraio 1942

Poco dopo mezzogiorno, l'8ª Flottiglia di Erdmenger avvistò le navi della 4ª Flottiglia sull'orizzonte a est, dopodiché le torpediniere di Kohlauf virarono a est a poppa dei cacciatorpediniere più settentrionali prendendo posizione sul loro lato di sinistra. Aerei degli Alleati segnalarono la posizione delle navi tedesche intorno alle 13:00, mentre nello stesso momento un solitario ricognitore tedesco Focke-Wulf Fw 200 Condor avvistò e bombardò i due incrociatori della Royal Navy venendo però respinto dal loro fuoco antiaereo; l'aereo tedesco diresse immediatamente verso nord-est, ma solo un'ora e mezzo più tardi riferì a Erdmenger della posizione dei due incrociatori. Il comandante del Glasgow e della piccola formazione britannica, capitano Charles Clark, ritenne che il velivolo avesse ormai segnalato la sua posizione ai tedeschi, virò anch'esso in direzione nord-est nel tentativo di aggirare la posizione della flottiglia di Erdmenger; nel mentre il mare era diventato alquanto agitato, con un vento superiore ai 30 nodi e alte onde che rendevano difficoltosa la navigazione alle più piccole unità tedesche.
Procedendo tra mare agitato e venti di burrasca, il Glasgow avvistò i cacciatorpediniere tedeschi alle 13:32 a una distanza di 16 miglia; i due incrociatori diressero quindi alla massima velocità e virarono nel tentativo di posizionarsi in mezzo tra i tedeschi e le loro basi in Francia. Poco dopo il primo avvistamento il Glasgow aprì il fuoco con i suoi cannoni da 152 mm di prua, dirigendo il tiro grazie a un apparato radar Type 273; cinque minuti dopo anche l'Enterprise si unì al tiro. I due cacciatorpediniere tedeschi che guidavano al formazione rimasero indenni alle prime salve dei britannici, cadute in mare a 100-150 metri di distanza, e passarono al contrattacco: lo Z23 lanciò sei siluri, tre da ciascun banco di tubi lanciasiluri, a una distanza di 17 metri dalle unità britanniche, ma le mancò; entrambi i cacciatorpediniere aprirono quindi il fuoco con i loro cannoni da 150 mm, e i primi colpi caddero a 200 metri sulla sinistra del Glasgow. Intorno alle 14:05 un colpo da 150 mm centrò il Glasgow esplodendo nella sala caldaie A, uccidendo due membri dell'equipaggio e ferendone altri sei; nel mentre l'Enterprise fu continuamente sfiorato da colpi caduti nelle vicinanze.

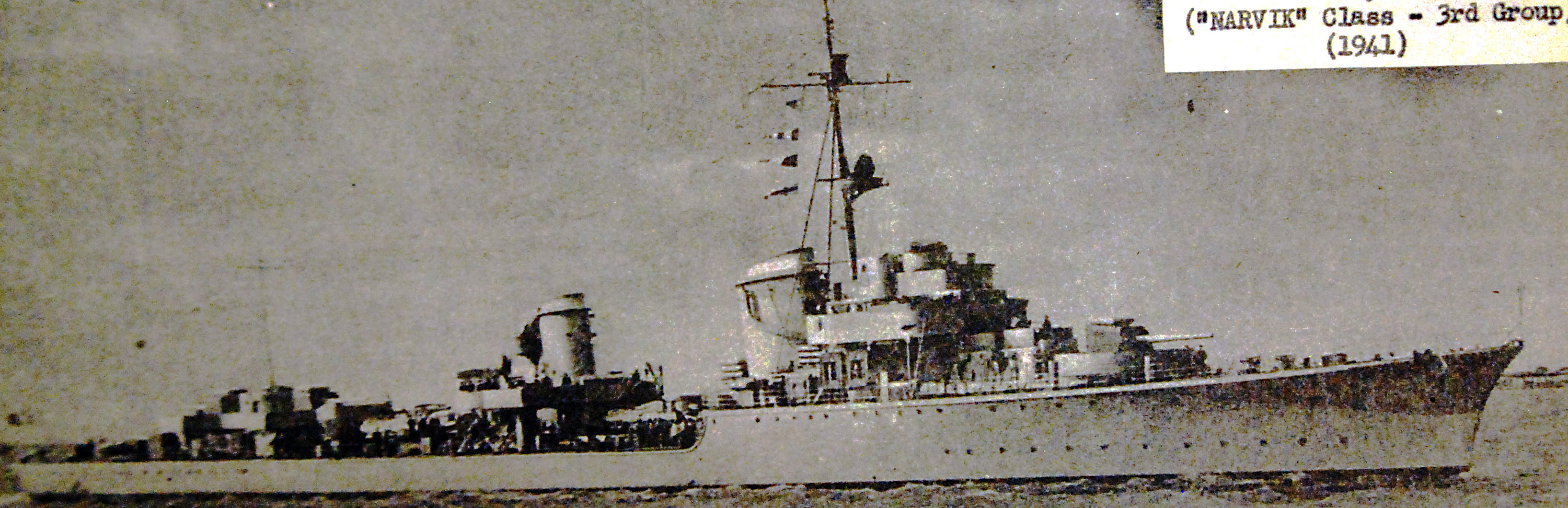
Un caccitorpediniere tedesco della classe Zerstörer 1936A

Intorno alle 14:18 anche il resto delle unità delle due flottiglie tedesche era entrato in combattimento. Le torpediniere della 4ª Flottiglia tentarono in numerose occasioni di mettersi in posizione per lanciare i loro siluri, ma furono frustrate nei loro tentativi dal mare mosso; i cacciatorpediniere Z32 e Z37 virarono verso i britannici e serrarono le distanze a 12 800 metri, lanciando rispettivamente sei e quattro siluri in direzione del nemico che continuava a cannoneggiarli con un intenso e accurato fuoco d'artiglieria: questo attacco obbligò il Glasgow a intraprendere una virata di emergenza sulla sinistra, e le scie dei siluri passarono a non più di una trentina di metri dallo scafo dell'incrociatore. Per via di questa manovra l'Enterprise si ritrovò separato dal compagno, e le due unità britanniche continuarono a combattere indipendentemente l'una dall'altra; nel mentre, subito dopo l'attacco con i siluri i due cacciatorpediniere tedeschi si ripararono dietro una cortina fumogena e si ritirarono in direzione del resto della flottiglia.
Le forze tedesche si divisero in due gruppi, al che il Glasgow invertì la rotta alle 14:35 per inseguire il gruppo di cacciatorpediniere più settentrionale; l'Enterprise modificò anch'esso la rotta dirigendo verso ovest al fine di tagliare fuori i tedeschi. Le unità della Kriegsmarine tentarono un nuovo attacco con i siluri, ma poco dopo aver lanciato i suoi ordigni il cacciatorpediniere Z27, nave di bandiera del capitano Erdmenger, fu centrato da un colpo dell'Enterprise: il proiettile colpì la sala macchine e trapassò un serbatoio di carburante, causando un enorme incendio e un'immediata perdita di velocità dell'unità. Poco dopo essere stato colpito lo Z27 lanciò una seconda salva di quattro siluri, ma mancò ancora una volta il bersaglio.

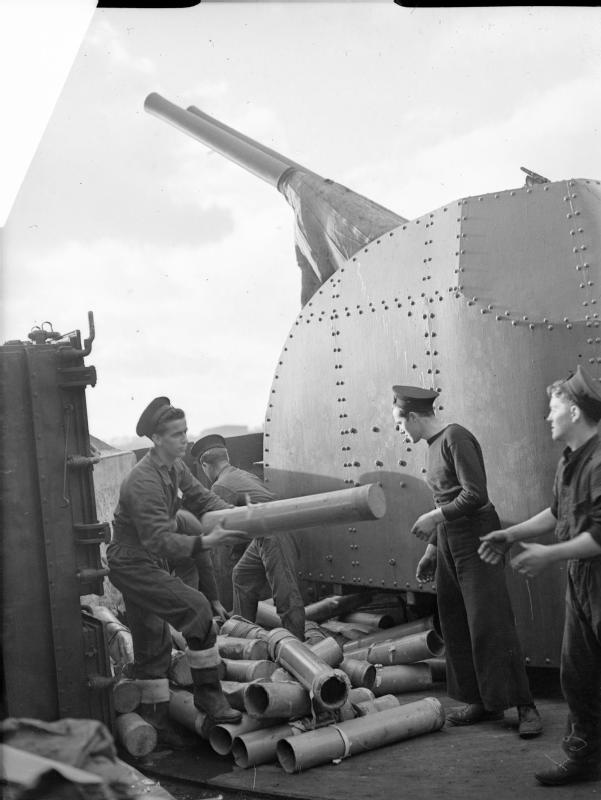
Marinai del Glasgow in mezzo alle cataste dei bossoli dei colpi sparati dall'incrociatore

Il Glasgow nel mentre concentrò il tiro sulla torpediniera T25, la quale fu presto raggiunta da colpi caduti sulla postazione dei lanciasiluri di poppa e sulle piazzole dei pezzi antiaerei, i cui serventi furono tutti uccisi o feriti; un proiettile raggiunse poi l'unità distruggendo completamente l'albero e il fumaiolo. La T25 si ritrovò immobilizzata, e chiese chiese alla gemella T22 di avvicinarsi per evacuare l'equipaggio; il Glasgow diresse immediatamente il fuoco sulla T22, la quale si ritrovò rapidamente circondata dalle colonne d'acqua sollevate dai colpi caduti nelle vicinanze. La T22 si ritrovò con entrambi gli incrociatori britannici sul lato di sinistra e, nel tentativo di tenerli lontani mentre cercava di avvicinarsi alla T25, lanciò contro di loro l'intera salva di siluri disponibile e aprì il fuoco con i suoi cannoni: i siluri passarono innocui lontano dalle navi britanniche, e quando la T22 si volse a dritta verso la T25 anche quest'ultima si ritrovò con i colpi d'artiglieria nemici che cadevano tutto intorno. La T22 abbandonò il suo tentativo di soccorso dopo essere stata colpita: coperta da uno sbarramento fumogeno, si ritirò in direzione sud-ovest. Anche la T26 si trovava nel mentre sotto un pesante fuoco nemico e fu gravemente colpita nella sala macchine; la T22 si avvicinò per coprirla con una cortina fumogena, ma la nave danneggiata segnalò di essere in procinto di affondare: la T22 piegò in direzione nord e quindi si allontanò.
Con il resto dei tedeschi ormai lontano, i due incrociatori britannici invertirono la rotta e individuarono rapidamente l'immobile T26; il capitano Clarke lasciò l'Enterprise a finire la torpediniera tedesca mentre lui dirigeva il Glasgow alla ricerca delle altre unità tedesche immobilizzate. Mentre dava la caccia alla danneggiata T25 il Glasgow si imbatté quindi nel cacciatorpediniere Z27, alla deriva e silenzioso: l'incrociatore sparò una bordata a distanza ravvicinata colpendo l'unità tedesca nel magazzino delle munizioni, causando una catastrofica esplosione che uccise il capitano Erdmenger e il suo stato maggiore. Nel mentre l'Enterprise aveva colato a picco la T26 con un singolo siluro, dirigendo poi verso lo scafo immobile della T25: il ponte della torpediniera era un ammasso contorto di lamiere distrutte, ma l'unità era ancora a galla. L'incrociatore si portò a 3 000 metri di distanza, aprendo il fuoco con i cannoni per poi lanciare un siluro che portò rapidamente all'affondamento della T25.

## Conseguenze
I due incrociatori si ricongiunsero e, senza altre tracce di tedeschi in zona, diressero alla volta del porto di Plymouth. Le due unità arrivarono alla base il 29 dicembre, entrambe a corto di carburante e munizioni dopo il violento scontro con i tedeschi; il Glasgow aveva incassato un colpo di grosso calibro che aveva ucciso due membri dell'equipaggio e ferito altri sei uomini, mentre l'Enterprise non aveva riportato nessun danno fatto salvo per alcune schegge di granata arrivate a bordo.
Il resto delle unità tedesche raggiunse la sua base nell'estuario del Garonna senza riportare altri danni. Si contò un totale di 532 morti e feriti tra gli equipaggi tedeschi, anche se diversi dei naufraghi delle tre unità affondate furono recuperati nei giorni seguenti: dragamine britannici presero a bordo 62 naufraghi portandoli poi in prigionia in Gran Bretagna, mentre 168 tedeschi furono salvati dal mercantile irlandese MV Kerlogue e altri quattro da cacciatorpediniere spagnoli venendo quindi internati nei rispettivi paesi; altri superstiti furono recuperati da U-Boot tedeschi nei giorni seguenti, e in totale si salvarono 93 membri dell'equipaggio dello Z27, 100 della T25 e 90 della T26. La battaglia fu un grave colpo per il morale degli equipaggi delle unità di superficie tedesche, ulteriormente aggravato quando giunse notizia dell'affondamento della nave da battaglia Scharnhorst nel corso della battaglia di Capo Nord il 26 dicembre precedente che segnò negativamente la fine dell'anno per la Kriegsmarine.
Il mercantile Osorno fu l'ultimo violatore di blocco a giungere in qualche modo nei porti occupati dai tedeschi. Altri tre violatori di blocco furono intercettati e affondati il 3 e 5 gennaio 1944 da pattuglie alleate nell'Atlantico meridionale, e di conseguenza i tedeschi cessarono definitivamente altre missioni simili con unità di superficie ripiegando sull'impiego di soli sommergibili per tentare di mantenere i contatti commerciali con gli alleati giapponesi.